# Egyelés
Az egyelés (fiókolás, fattyazás) kertészetben használt művelet, a frissen kikelt haszon- és dísznövények sűrű állományának ritkítása.
Egyelni elsősorban az apró magvú, vagyis méretéből adódóan csak szórva vethető növényeket szokták (például mák). Az eljárás a kikelést követő 2-3 hétben végzik első alkalommal. Előfordulhat, hogy az állomány növekedési üteme miatt másodszor is el kell végezni az egyelést. 
A művelet folyamán eltávolított növényt eldobják, nagy mennyiség esetén takarmányozásra használják, vagy komposztálják. Az egyelés akkor elkerülhetetlen, ha a szórva vetésnél a vetés sűrűségét nem tudjuk megfelelően szabályozni, ezért a vetésünk helyenként túl sűrű lesz, ami későbbiekben akadályozza a szaporítani kívánt növények fejlődését, a növények elnyomnák egymást, illetve visszamaradnának a fejlődésben.
Napjainkban jellemzően háztáji kertekben végzik az egyelést, az előnevelt és végleges helyére vetett zöldségek esetében egyaránt.
Nagyüzemi körülmények között az egyelést mostanra nem alkalmazzák nagy kézimunka igénye miatt. Helyette inkább a szemenkénti vetéssel kerülik el a túl sűrű állományt. Szemenként vetve egyből a növény igényeinek megfelelő távolságra vetnek. Apró magok átmérőjét drazsírozással növelik, hogy gépi, illetve szemenkénti vetésre is alkalmas legyen.
Drazsírozás során a magra először egy alapozó réteget, majd egy speciális helykitöltő anyagot visznek fel rá, mely csírázást segítő és, gombaölő anyaggal van átitatva. Ez a vivőanyag a víz hatására szétbomlik és megindulhat a csírázás. A vivőanyag mennyiségét a vetendő mag mérete illetve a feldolgozhatóság határozza meg.